# Jorge Castelblanco (Leichtathlet)
Jorge Enrique Castelblanco (* 23. September 1987 in der Provinz Chiriquí) ist ein panamaischer Leichtathlet, der sich auf den Langstreckenlauf spezialisiert hat.

## Sportliche Laufbahn
Jorge Castelblanco bestritt im Jahr 2011 seine ersten internationalen Wettkämpfe über die Halbmarathondistanz. Im Januar startete er in Miami und landete mit einer Zeit von 1:09:46 h auf dem dritten Platz, die seitdem gleichzeitig seine Bestzeit ist. Später im Juli trat er bei den Zentralamerikameisterschaften ebenfalls im Halbmarathon an und belegte dort den sechsten Platz. Seinen nächsten Wettkampf im Halbmarathon bestritt er anschließend erst im Jahr 2014 und belegte in der Heimat den sechsten Platz. 2015 bestritt er in Panama-Stadt zum ersten Mal einen Marathon und gewann diesen mit einer Zeit von 2:32:59 h. 2016 trat er im April beim Hamburg-Marathon an und steigerte er sich auf 2:15:57 h, womit er den 15. Platz belegte und zudem die Qualifikationsnorm für die Olympischen Sommerspiele in Rio de Janeiro erfüllte. Dort trat er im August an, konnte aber aufgrund einer Verletzung im rechten Fuß nicht an seine Leistung von Hamburg anknüpfen und belegte schließlich im Ziel Platz 134 von 140. Durch das Ergebnis rückten nach den Spielen Sponsoren von ihm ab und die gewährte staatliche Unterstützung wurde eingestellt. 2017 belegte er den neunten Platz beim Hannover-Marathon und konnte damit im August zum ersten Mal bei den Weltmeisterschaften an den Start gehen, wenngleich er in London das Ziel nicht erreichte. Anschließend stellte Castelblanco sein Training um und trat erst wieder 2019 in Marathons an. Ende April belegte er bei seiner zweiten Teilnahme am Hamburg-Marathon den 19. Platz. Anfang Dezember verbesserte er seine Bestzeit beim Valencia-Marathon leicht auf 2:15:11 h.
Ein Jahr darauf lief er an gleicher Stelle mit 2:09:49 h einen neuen Zentralamerikanischen Rekord und qualifizierte sich damit für die Olympischen Sommerspiele in Tokio. Unabhängig vom Ausgang der Spiele, plant er bereits einen Start bei den Olympischen Sommerspielen 2024 in Paris ein. Beim olympischen Marathon, der wegen der klimatischen Bedingungen in Sapporo ausgetragen wurde, verbesserte er sich Anfang August im Vergleich zu 2016 auf den 75. Platz. Während der Schlussfeier war er der Fahnenträger seiner Nation.

## Wichtige Wettbewerbe
| Jahr               | Veranstaltung                 | Ort                | Platz              | Disziplin          | Zeit               |
| Startet für Panama | Startet für Panama            | Startet für Panama | Startet für Panama | Startet für Panama | Startet für Panama |
| ------------------ | ----------------------------- | ------------------ | ------------------ | ------------------ | ------------------ |
| 2011               | Zentralamerikameisterschaften | Mayagüez           | 6.                 | Halbmarathon       | 1:14:47 h          |
| 2016               | Olympische Sommerspiele       | Rio de Janeiro     | 134.               | Marathon           | 2:39:25 h          |
| 2017               | Weltmeisterschaften           | London             |                    | Marathon           | DNF                |
| 2021               | Olympische Sommerspiele       | Tokio              | 75.                | Marathon           | 2:33:22 h          |

## Persönliche Bestleistungen
Freiluft
- Halbmarathon: 1:09:46 h, 30. Januar 2011, Miami
- Marathon: 2:09:49 h, 6. Dezember 2020, Valencia, (panamaischer Rekord)